# Imagética Guiada e Música
A Imagética Guiada e Música ou GIM (Guided Imagery and Music) é uma psicoterapia centrada na música e um dos modelos pioneiros da musicoterapia.
A fundadora da GIM foi a musicoterapeuta norte-americana Helen Bonny, que a desenvolveu e ensinou por volta de 1970. Antes da viragem do século, o impacto da GIM foi publicado em estudos científicos e dissertações.
A GIM teve origem em Maryland (EUA), onde Helen Bonny trabalhou como investigadora associada no Maryland Psychiatric Research Center e levou a cabo parte dos seus estudos de doutoramento na Universidade Johns Hopkins, que lhe deu acesso a dados clínicos e à infraestrutura de investigação. O seu método começou por ser uma psicoterapia com psicadélicos, na indução de LSD. Com a proibição dessas substâncias, Helen Bonny desenvolveu o seu método como independente.

## Método
A Imagética Guiada e Música (GIM) integra teorias da psicologia humanista, psicanálise e teoria comportamental como a terapia de esquema. Músicas, especialmente peças clássicas cuidadosamente selecionadas, são usadas para desencadear imagens mentais, sensações, sentimentos, histórias e memórias. Helen Bonny e seus colegas desenvolveram mais de 40 programas GIM. Um programa geralmente tem de cinco a seis peças musicais selecionadas. Posteriormente, os sucessores de Bonny continuaram a desenvolver e a testar mais programas.
A música pode fornecer segurança e apoio, mas também pode ser muito desafiadora e desencadear rapidamente processos profundos. Para poder lidar clinicamente com esse potencial da música, é necessário um treino avançado de vários anos.
De acordo com a definição da Associação Europeia de Música e Imagética (EAMI), o termo Imagética Guiada e Música (GIM) é o termo genérico para o Método Bonny original, bem como para os seus desenvolvimentos de Imagética Musical ou Music Imagery (MI). No Método Bonny o terapeuta conduz uma entrevista inicial para avaliar o contexto emocional da pessoa, que determina a escolha do programa. A pessoa é induzida a um estado de relaxamento enquanto escuta a música e é guiada pela interação verbal com o terapeuta. A música, as imagens mentais e o terapeuta incentivam a pessoa a entrar em contato com os seus recursos ou com os seus conflitos. Após a fase de escuta, pode ser desenhada uma imagem de ressonância antes de falar sobre ela.
Outras abordagens de Imagética Musical (MI), que não o Método Bonny, podem ocorrer em grupo ou sem um acompanhamento verbal durante a experiência de escuta. Algumas abordagem mais diretiva são particularmente mais adequadas para pessoas com perturbações mais graves. Podem ocorrem sentados em vez de deitados, e com os olhos abertos.

## Áreas de aplicação
A GIM pode ser usada para desenvolvimento pessoal, crises de adaptação, luto, trauma, desenvolvimento da personalidade, depressão, ansiedade, perturbações alimentares e crises existenciais.
Promove a consciência corporal e emocional, a atenção plena e desenvolver a criatividade.

## Literatura
- Helen L. Bonny: Music Consciousness: The Evolution of Guided Imagery and Music. Barcelona Publishers, Gilsum 2002, ISBN 1-891278-10-X.
- Bonny, H.L. & Savary, L.M. Music and Your Mind, Listening with a new consciousness, New York 1973, Harper and Row
- Don G. Campbell: Die Heilkraft der Musik – Klänge für Körper und Seele. Droemer Knaur, München 2000, ISBN 3-426-87017-7.
- Kenneth E. Bruscia & Denise E. Grocke (Hrsg.): Guided Imagery and Music: The Bonny Method and Beyond. Barcelona Publishers, 2002. ISBN 1-891278-12-6
- Denise Grocke &Tony Wigram: Receptive Methods in Music Therapy, Jessica Kingsley Publishers, London, 2007
- Denise Grocke & Torben Moe (Hrsg.): Guided Imagery and Music (GIM) and Music Imagery Methods for Individuals and Group Therapy, Jessica Kingsley Publishers, London 2015, ISBN 978-1-84905-483-6
- Edith Maria Geiger & Carola Maack: Lehrbuch Guided Imagery and Music (GIM), Zeitpunkt Musik, Reichert Verlag, Wiesbaden 2010, ISBN 978-3-89500-734-7
- Isabelle Frohne-Hagemann (Hrsg.): Rezeptive Musiktherapie – Theorie und Praxis. Zeitpunkt Musik, Reichert, Wiesbaden 2004, ISBN 3-89500-389-1. (engl. Receptive Music Therapy – Theory and Practice, Reichert Verlag, Wiesbaden 2007)
- Isabelle Frohne-Hagemann (Hrsg.): Guided Imagery and Music – Konzepte und klinische Anwendungen. Zeitpunkt Musik, Reichert, Wiesbaden 2014, ISBN 978-3-89500-979-2
- Ruth Liesert: Vom Symptom zum Gefühl. Guided Imagery and Music für stationäre Psychosomatik, Wissenschaftl. Schriften der WWU Münster. Online-Version Universität Münster ISBN 978-3-8405-0179-1
- Stephanie Merritt[6]: Die heilende Kraft der klassischen Musik. Kösel, München 1998
- Anna E. Röcker: Musik-Reisen als Heilungsweg – Blockaden lösen, Lebensenergie gewinnen, Kreativität freisetzen. Goldmann, München 2005

## Links da Web
- Association for Music and Imagery
- Associação Europeia de Música e Imagética